# Phước Sơn (Quảng Nam)
Phước Sơn is een district in de Vietnamese provincies Quảng Nam. De hoofdplaats van Phước Sơn is thị trấn Khâm Đức. Phước Sơn heeft 20.141 inwoners op een oppervlakte van 1141,27 km².

## Geografie en topografie
Phước Sơn ligt in het zuidwesten van Quảng Nam en grenst aan de provincie Kon Tum.

## Verkeer en vervoer
De belangrijkste verkeersaders zijn de Quốc lộ 14 en de Quốc lộ 14E. In Khâm Đức ligt de voormalige vliegbasis Khâm Đức.

## Geschiedenis
Phước Sơn is vooral bekend om de Slag bij Khâm Đức tijdens de Vietnamoorlog in 1968. Phước Sơn lag in die tijd nog in de provincie Quảng Tín.

## Administratieve eenheden
Phước Sơn bestaat uit een thị trấn en elf xã's.
- Thị trấn Khâm Đức
- Xã Phước Chánh
- Xã Phước Công
- Xã Phước Đức
- Xã Phước Hiệp
- Xã Phước Hòa
- Xã Phước Kim
- Xã Phước Lộc
- Xã Phước Mỹ
- Xã Phước Năng
- Xã Phước Thành
- Xã Phước Xuân